# Moline Acres (Misuri)
Moline Acres es una ciudad ubicada en el condado de San Luis en el estado estadounidense de Misuri. En el Censo de 2010 tenía una población de 2442 habitantes y una densidad poblacional de 1.659,97 personas por km².

## Geografía
Moline Acres se encuentra ubicada en las coordenadas 38°44′44″N 90°14′35″O / 38.74556, -90.24306. Según la Oficina del Censo de los Estados Unidos, Moline Acres tiene una superficie total de 1.47 km², de la cual 1.47 km² corresponden a tierra firme y (0%) 0 km² es agua.

## Demografía
Según el censo de 2010, había 2442 personas residiendo en Moline Acres. La densidad de población era de 1.659,97 hab./km². De los 2442 habitantes, Moline Acres estaba compuesto por el 6.31% blancos, el 92.1% eran afroamericanos, el 0.25% eran amerindios, el 0.04% eran asiáticos, el 0% eran isleños del Pacífico, el 0.25% eran de otras razas y el 1.06% pertenecían a dos o más razas. Del total de la población el 0.78% eran hispanos o latinos de cualquier raza.